# Scorpio (atletiekvereniging)
ATV Scorpio is een atletiekvereniging uit Oosterhout, Noord-Brabant. Het ligt vlak bij de Warande en de middelbare school genaamd het Oelbert.

## Historie
De vereniging is opgericht op 13 december 1977. Op 10 oktober 1984 is de atletiekvereniging Excelsior uit 1965 opgegaan in Scorpio. De clubkleuren zijn groen, zwart en geel.

## Organisatie
De club is aangesloten bij de Atletiekunie en ligt in atletiekregio 13: Midden-Brabant. De club heeft ongeveer 900 leden.

## Accommodatie
De accommodatie omvat een zeslaans baan (acht sprintbanen),  en de faciliteiten om alle technische atletiek onderdelen (hoog- en verspringen, speer- en discuswerpen enz.) te beoefenen. De multifunctionele ruimte omvat een fitnessruimte voor krachttraining en revalidatie.
De accommodatie van Scorpio is gevestigd aan het Wilhelminakanaal Zuid 78. Dat is in het recreatiegebied De Warande, dat grenst aan de Vrachelse Heide. Dit is uiteraard aantrekkelijk voor de wandel-, en nordic walking groepen, die buiten de baan trainen. Hetzelfde geldt voor de prestatie- en trim groepen die slechts beperkt op de baan lopen.

## Door Scorpio georganiseerde wedstrijden

### Scorpio cross
De bekendste door Scorpio georganiseerde wedstrijd is de Scorpio cross. Deze cross vindt altijd plaats 1 week voor de grootste Nederlandse cross wedstrijd, de Warandeloop in Tilburg. In November 2021 won Stan Schipperen de cross, die door de Covid pandemie zonder publiek werd gelopen. De editie van 2022 zal de 56e zijn.